# Rezolucja Rady Bezpieczeństwa ONZ nr 2713
Rezolucja Rady Bezpieczeństwa ONZ nr 2713 została przyjęta 1 grudnia 2023 roku.
Rada przedłużyła w niej sankcje wobec somalijskiej organizacji Asz-Szabab na kolejne miesiące, do dnia 15 grudnia 2024 r.